# Monarque
Pour les articles homonymes, voir Monarque (homonymie).
Cet article possède un paronyme, voir nomarque.

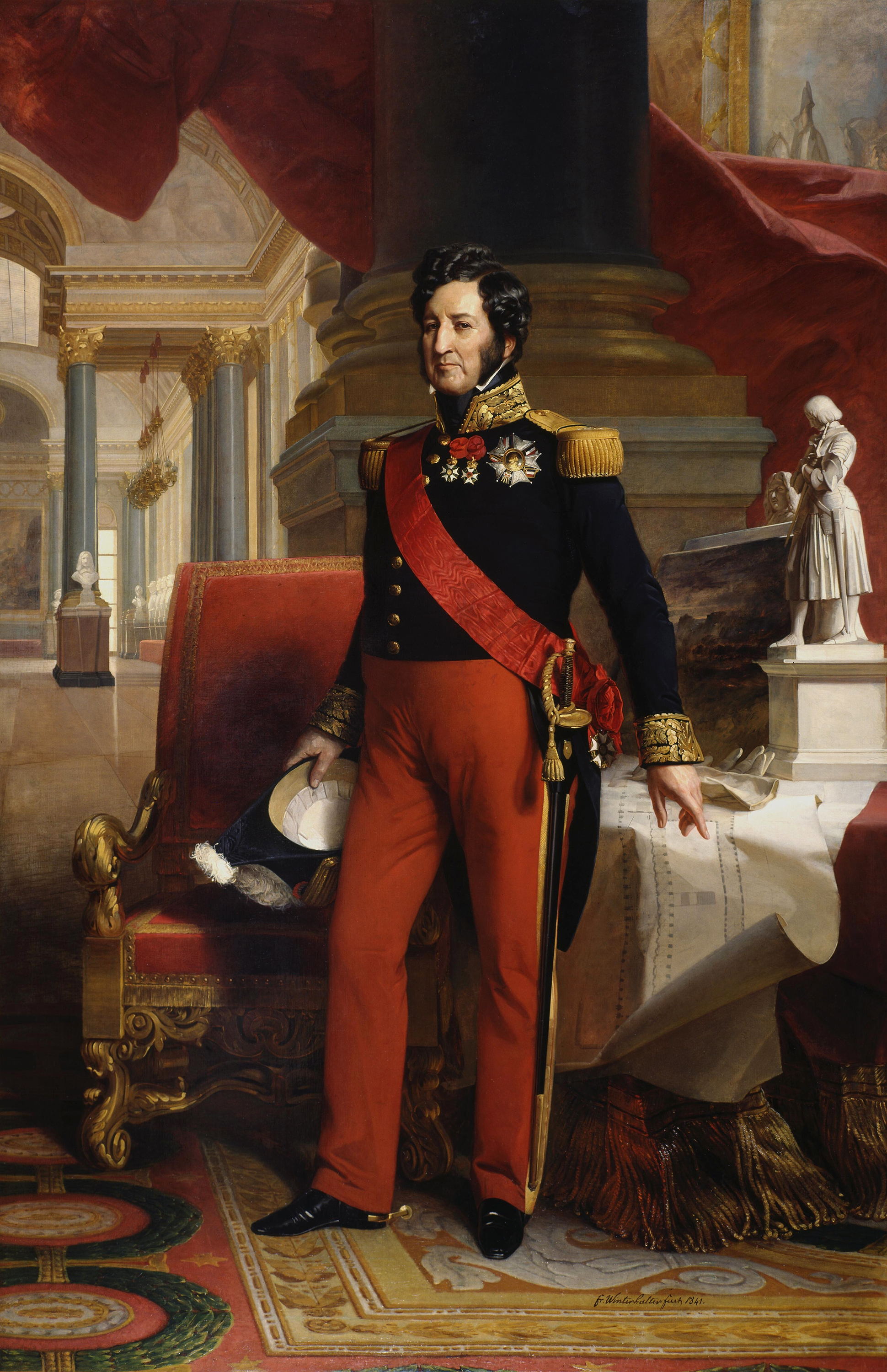
Louis-Philippe Ier et la monarchie constitutionnelle (musée du Louvre).

Un monarque est une personne qui est le représentant et le chef d'une nation dont le régime est une monarchie.
Le sujet est une personne vivant sous l'autorité morale d'un monarque.
Le monarque se définit, selon son étymologie, par le fait d'être la personne unique qui concentre ou dont émanent tous les pouvoirs politiques. Dans les faits, ils sont toujours soumis à une constitution (orale  ou écrite)  qui définit et borne leurs pouvoirs ; lorsque cette constitution est écrite, on parle de monarchie constitutionnelle. Les monarques exercent rarement un pouvoir absolu contrairement aux dictateurs ou aux tyrans.
Le monarque peut être héréditaire ou élu (à l'image des doges de la république de Gênes ou de la république de Venise, comme les rois de Pologne ou les empereurs romains germaniques désignés par certains grands électeurs, ou comme l'actuelle Malaisie qui opère une alternance entre les sultans héréditaires de neuf États traditionnels).
De nombreux pays continuent d'avoir pour chef d'État un monarque héréditaire. Ils sont au nombre de dix en Europe (Luxembourg, Belgique, Pays-Bas, Danemark, Royaume-Uni, Norvège, Suède, Espagne, Monaco et Liechtenstein).
D'autres, quant à eux, n’ont pas, en tant que chef(s) de l'État, un monarque héréditaire. Ils sont au nombre de deux en Europe (Vatican et Andorre).